# Henri de Trannoy
 (juin 2024).
Si vous disposez d'ouvrages ou d'articles de référence ou si vous connaissez des sites web de qualité traitant du thème abordé ici, merci de compléter l'article en donnant les références utiles à sa vérifiabilité et en les liant à la section « Notes et références ».
Le baron Henri de Trannoy, né à Schaerbeek le 11 juillet 1879 et mort à Ixelles le 22 janvier 1953, est un homme politique catholique belge, historien et grand amateur de tableaux et d'objets anciens.

## Biographie
Henri de Trannoy est né à Schaerbeek le 11 juillet 1879, c'est le second fils du baron Paul de Trannoy et de Savina de Knyff.
Docteur en droit et docteur en sciences politiques et sociales de l'université catholique de Louvain, il a fait ses études avec Valentin Brifaut et les vicomtes Charles Terlinden et  Henri Davignon.
En 1910, un drapeau de la "Boerengilde" a été réalisé pour les cinq années d'existence de la gilde, il contenait le portrait de « Sint-Gerlacus » (moine de l'ordre de Saint Norbert connu pour soigner les animaux) au centre et dans les coins, les armes de la Belgique, de la commune, de la province d'Anvers et les armoiries de la famille de Trannoy. Il s'agit du plus vieux drapeau de gilde retrouvé et connu de cette ancienne commune de Tongerloo et si l'armoirie familiale apparaît. c'est parce qu'il en était le premier président. Restauré en 2019 par la Landelijke Gilde Tongerlo ; il était habituellement porté lors des processions du 15 août.
Durant la Première Guerre mondiale, il fit partie du conseil d'administration du Comité d'arrondissement de secours et d'alimentation (Arrondissementskomiteit voor hulp en voeding) de Turnhout. Il reçut en remerciement une statue représentant un groupe : la Charité ou une dame apportant des vivres à une jeune femme et son enfant; l'œuvre en bronze datée de 1919 est d'Alfred Courtens et reprend dans le socle les noms des différents membres de ce comité dont le futur bourgmestre François du Four fut le président.
En 1918 ,il organisa une grand-messe à l'occasion de la victoire des Alliés sur la terrasse de son château avec des chanoines prémontrés des abbayes voisines d'Averbode et de Tongerlo.
Invité à participer au premier Congrès des catholiques polonais de septembre 1921, il y assista avec le père Georges Rutten et Valentin Brifaut, ses amis d'université de Louvain. 
A l'instigation du baron de Trannoy et de l'école horticole régionale installée dans la commune, Tongerlo devint un centre pilote pour la culture des arbres fruitiers de haute tige (surtout des pommiers et des poiriers).
Il fut bourgmestre de Tongerloo de 1924 à 1953. Il a participé sous son mayorat à l'agrandissement du Canal Bocholt-Herentals, à la construction du Canal Albert et à la restauration de l'abbaye de Tongerlo incendiée le 28 avril 1929. Une nouvelle église de style néo-gothique fut entièrement rebâtie à l'emplacement de l'ancienne. Durant la Deuxième Guerre mondiale, Il fut cofondateur et actionnaire de la Kredietmaatschappij voor goedkoope woningen der Middenkempen N. V. fondée à Tongerloo le 26 mai 1944 il dut gérer la commune sous l'occupation allemande et s'occuper des conséquences de la bataille de Geel entre les Allemands et les Anglais en septembre 1944.
En 1947, le père Werenfried van Straaten dit le Spekpater commence à faire parler de lui et de son œuvre naissante basée en l'abbaye de Tongerlo.
Le baron de Trannoy est décédé à Ixelles le 22 janvier 1953.

## Mandats[sourceinsuffisante]
- Secrétaire adjoint du Conseil de la Société de Saint Vincent de Paul en 1901[8]
- Président de la Société belge d'Economie Sociale en 1921[9][réf. à confirmer]
- Attaché à la Direction de la Politique au Ministère des Affaires étrangères
- Ambassadeur extraordinaire de Belgique en mission spéciale au Palais du Caire en 1934
- Président du Comité des Ecoles Catholiques de Bruxelles
- Commissaire de la Société générale de Belgique
- Rédacteur du Courrier du Commerce et de l'Industrie
- Administrateur du Crédit foncier de Belgique
- Président de la société  Nouvelle Usine de Conserves Alimentaires [10]
- Bourgmestre de Tongerloo[6] de 1924 à 1953
- Administrateur de l'ANRB

## Œuvres
- Le baron de Trannoy est l'auteur du livre Jules Malou de 1810 à 1870, avec préface de Charles Woeste, Librairie Albert Dewit[11], Bruxelles, 1905.
- Par demande testamentaire, il corrigea et publia les Mémoires pour servir à l'histoire contemporaine de la Belgique du comte Woeste en trois volumes (1859-1894), (1894-1914) et (1914-1921) chez Albert Dewit, Bruxelles entre les années 1927 et 1937. Frans Van Kalken, professeur de l'ULB, a écrit un compte-rendu sur les Mémoires du Comte Woeste dans la Revue belge de philologie et d'histoire en 1928 (p. 1172). En 1938, le vicomte Terlinden semblait déçu par les derniers écrits de Woeste. Il écrivit ses regrets dans la Revue catholique des Idées et des Faits du 11 mars.

- Il a également écrit de nombreux textes pour la Revue Générale dont :

- - Les Théories économiques qui dominèrent en Belgique de 1830 à 1886, (octobre 1904)
  - Malou et l'organisation des conservateurs vers 1852, (avril 1903)
  - Malou et le port d'Anvers (1906)
  - Léopold II et Jules Malou, la défense nationale de 1871 à 1878, (mai 1928)
  - Léopold II et Jules Malou - La révocation du Ministère d'Anethan' (novembre 1871) (mai 1926)
  - Léopold II et Jules Malou. La crise financière de 1870 (1921)
  - Léopold II et Jules Malou, l'incident allemand de 1875 (Tiré à part non-daté)
  - Léopold II et Jules Malou en 1884 (1920)
  - La Pologne peut-elle vivre ?, (Tiré à part de 1921).

- pour la Revue sociale catholique dont :
  - Les ouvriers de Campine au pays wallon, Institut supérieur de philosophie, Louvain, (1902)
  - Le plan financier de 1847 - Malou et son projet d'assurance obligatoire par l'Etat - Le déficit, Louvain (avril 1903)

- pour la Revue catholique des Idées et des Faits dont :
  - Mes impressions sur le premier Congrès des catholiques polonais, (14 octobre 1921).

- Il a écrit des articles sur les fermes et les anciennes maisons de la Campine anversoise et signait souvent ceux-ci par ses initiales H. T. dont :
  - Notes sur l'architecture en Campine, Anciens Etablissements Splichal S.A., Turnhout, (1922).
  - Notes sur la cure de Vorst (Anvers).

- Rapports et conférences :
  - Le danger communiste dans l'Enseignement, ce rapport a été présenté à la 54e Session de la Fédération des Associations et des Cercles Catholiques, tenue à Tournai en octobre 1927.
  - Il y a 70 ans, Conférence donnée lors de l'Assemblée Générale de l'Association de la Noblesse de mai 1939.

## Demeure
Sa mère habitait en 1904 au 20 rue de Toulouse à Etterbeek avec ses trois fils en 1904.  En été, ils vivaient à Tongerloo dans l'Abdijstraat (rue de l'Abbaye). 
A partir de 1917, il résida au château Hof ter Bruelen de Tongerlo qu'il avait construit sur des terres boisées traversées par la rivière Wimp, et provenant de ses parents. Une maison de jardinier fut construite à l'entrée du domaine. Un étang fut creusé devant le château et le parc fut divisé en jardin français entouré de douves, potager, vergers et prairies verdoyantes. Des ponts en bois et d'autres en briques ont été montés par-dessus la rivière et le fossé. Le potager contenait deux serres et de nombreuses couches en verre pour abriter les légumes sensibles au froid. Les bois contenaient des essences rares dont des séquoia qui sont toujours présents et bien visibles de la terrasse en pierre blanche de Gobertange.
Ayant admiré la construction du château de la comtesse Jeanne de Merode à Westerlo, il pria l'architecte de ce bâtiment, devenu l'actuelle maison communale de ce village voisin, de lui proposer un modèle de château. Le premier dessin fut refusé. Il fallait autre chose : un château à l'ancienne avec des matériaux d'époque mais tout n'était pas rejeté : la forme du château convenait. Mais il fallait encore trouver tous les matériaux. Très entreprenant, le baron de Trannoy se rendit sur les gros chantiers et en acheta sur place : les vieilles briques espagnoles de l'ancien collège Saint-Michel de Bruxelles, les gros moellons blancs provenant de la démolition des remparts d'Anvers, poutres et cheminées d'anciennes maisons malinoises et même les dalles d'une ancienne église de Campine en démolition afin d'embellir le hall d'entrée. Les cheminées en marbre ou en bois étaient toutes de style différent : l'une d'elles armoriée et couronnée provenait d'un ancien palais bruxellois. Il se trouvait souvent face à un autre acheteur Raymond Pelgrims de Bigard qui, lui, rénovait le château de Grand-Bigard. Parfois ils achetaient ensemble et se partageaient les matériaux. Ce fut le cas pour l'arcade en pierre blanche provenant de l'ancien hôtel de Hornes situé à Bruxelles. Elle était en effet trop grande pour chacun des jardins de ces châteaux.
Après avoir rassemblé tous les éléments constitutifs de cette future demeure, la guerre de 1914 survint. Les villageois, très inquiets d'être envoyés en Allemagne, proposèrent leurs services afin de participer à la construction. Une dalle de béton fut réalisée, c'est sur elle qu'allait reposer le château. Des puits et des citernes ont été creusés dans le parc; il fallait beaucoup d'eau pour la construction. Peu à peu, la construction s'éleva : a l'arrière, les garages, les caves, la laverie et la très lumineuse cuisine avec jolie vue sur le jardin français. et des escaliers menant à l'étage. Étage ouvert par la terrasse qui donnait sur le hall avec entrées sur la salle à manger et le grand salon qui communiquait avec le petit salon. Au premier étage, les chambres et la petite chapelle. Au second étage les chambres des domestiques et les greniers. La baronne de Trannoy mit tout en œuvre pour en faire sa maison choisissant elle-même les papiers peints, les tissus et sélectionnant cristaux, meubles, lits, etc.
Durant la Seconde guerre mondiale, le château est réquisitionné en partie par les Allemands. Une bombe volante de type V1 tombe et laisse de profondes traces dans un mur du premier étage. Les Allemands dans leur fuite emportent beaucoup de matériel et tous les coussins et oreillers de la maison.
Le 12 avril 2002, peu avant la mort de Geneviève de Trannoy qui en a hérité, le château, le parc et la maison du jardinier sont classés .

## Famille
Henri de Trannoy est le frère ainé de Mgr Jules de Trannoy, protonotaire apostolique et doyen du chapitre métropolitain à Malines et du général-baron Gaston de Trannoy, président national de la Fédération royale belge des sports équestres, vice président du Comité olympique belge.
Il avait épousé Marie de Volder (née en 1878), fille du ministre d'Etat qui devint vice-gouverneur de la Société générale de Belgique, mais n'eut pas de descendance.
Avec son épouse il fit un long voyage au Congo belge dans le cadre de ses activités en cette société. Son épouse mourut à Tongerlo le 11 juin 1948.
Devenu veuf, il légua son château à sa nièce Geneviève de Trannoy (1912-2006), épouse du comte Raoul de Meeûs d'Argenteuil. Elle et son mari y sont décédés. D'origine française, la famille de Trannoy s'est ainsi éteinte en Belgique en 2006. Les trois fils de ce couple sont autorisés par arrêté royal du 27 octobre 1953 à joindre à leur nom celui de Trannoy, dont l'écrivain Henri de Meeûs.

## Honneurs

### Hommeurs nationaux
- Chevalier de l'Ordre de Léopold
- Officier de l'Ordre de la Couronne (Belgique)

### Distinctions religieuses belges
- Croix d'or de Saint-Rombaut

### Décorations étrangères
- Grand Cordon de l'Ordre d'Ismaïl (Egypte).
- Commandeur avec Plaque de l'ordre de Pie IX (Vatican)
- Officier de l'Ordre d'Orange-Nassau (Pays-bas).
- Ordre du Trésor sacré (Japon), 5e classe
- Chevalier de l'ordre de la Couronne d'Italie

## Hommages
Le square de Trannoy (ou plutôt de Trannoyplein) fut réalisé après sa mort à Tongerlo, Westerlo en province d'Anvers (Belgique).